# Extensive drug resistant
Mit der englischen Bezeichnung Extensive drug resistant oder dessen Kürzel XDR werden Krankheitserreger bezeichnet, die „umfassend widerstandsfähig gegen Arzneimittel“ sind, sich unter anderem also gegen die meisten herkömmlichen Antibiotika resistent zeigen. Die Bezeichnung wird vor allem im Zusammenhang mit Tuberkuloseerregern verwendet. Hier entsteht die Resistenz infolge einer nicht effektiven Behandlung mit Antibiotika. XDR-Formen der Tuberkulose breiten sich mittlerweile weltweit aus.